# 匐蘆利草
匐蘆利草（学名：Ruellia prostrata）为爵床科盧利草屬下的一个种。

## 扩展阅读
- 維基物種上的相關：匐蘆利草